# Nógrád (provins)
 For alternative betydninger, se Nógrád (flertydig). (Se også artikler, som begynder med Nógrád)
Nógrád er en af de 19 provinser i Ungarn. Provinsen har et areal på 2.544 kvadratkilometer, og et indbyggertal (pr. 2008) på 210.182.
Nógráds hovedstad er Salgótarján, der også er provinsens største by.
- Wikimedia Commons har flere filer relateret til Nógrád (provins)

48°00′N 19°34′Ø / 48°N 19.57°Ø